# لروی کوادوو
لروی کوادوو (انگلیسی: Leroy Kwadwo؛ زادهٔ ۱۵ اوت ۱۹۹۶) بازیکن فوتبال اهل آلمان است.
از باشگاه‌هایی که در آن بازی کرده‌است می‌توان به باشگاه فوتبال دینامو درسدن، باشگاه فوتبال شالکه ۰۴، باشگاه فوتبال فورتونا دوسلدورف، باشگاه فوتبال روت‌وایس اسن، و باشگاه فوتبال وورتسبورگ کیکرز اشاره کرد.